# 長崎市長銃撃事件
長崎市長銃撃事件（ながさきしちょうじゅうげきじけん）は1990年1月18日、当時長崎市長であった本島等が右翼団体幹部に銃撃され、全治1か月の重傷を負った殺人未遂事件。

## 事件の背景
本島は3期目の任期中であった1988年12月7日の長崎市議会において「天皇にも戦争責任はあると思う。しかし、日本人の大多数と連合国軍の意志によって責任を免れ、新しい憲法の象徴になった。私どももそれに従わなければならない」という趣旨の発言をしたところ、この発言はマスコミ各社によって「天皇の戦争責任はあると思う」という部分だけを強調するかたちで報道された。当時、昭和天皇の容体が著しく悪化、一般社会にも自粛ムードが広がり、天皇を批評するような発言は控えるべきだという雰囲気があった。
本島の支持基盤であった自由民主党は本島に対して発言撤回を求めたが、本島が「良心を曲げることはできない」として拒否したため、自民党長崎県連は本島を県連顧問から解任した。また多数の保守系組織が本島を非難し、多くの右翼団体（最大62団体80台の街宣車と260名の構成員）が街宣車で長崎市に集結。連日、街宣車が市役所を取り囲み抗議し、刃物を持った男が秘書課に押し入ったり、市長に実弾入りの脅迫文が届いたりした。脅迫事件は13件発生し、6名が逮捕された。一方で、１月には有志による「言論の自由を求める長崎市民の会」が発足した。市民団体らによる本島を支持する署名活動も行われた。このような右翼による活動の対象は菊タブーと呼ばれるものであり、言論封殺とされるものであった。最後まで本島は「撤回は政治的死を意味する」として右翼からの要求を拒否し発言を撤回することはなかった。発言から1年が経過し、昭和天皇も崩御し右翼団体による抗議活動も終息したかのように見えたため、市長側から要請で長崎県警察による身辺警護を解除してまもなく事件が発生した。

## 事件の概要
1990年1月18日午後3時ごろ、本島が長崎市役所玄関前で公用車に乗り込もうとしたところ、背後から近付いてきた右翼団体正氣塾幹部の若島和美に背後1メートルの至近距離から銃撃された。弾丸は左胸部に命中したが、肋骨に当たったため弾道が変わり心臓や大動脈などを外れ貫通したため、全治1か月の重傷を負ったものの、一命を取り留めた。なお、被疑者は銃撃直後倒れている本島市長に「大丈夫か？」と声をかけている。
若島は、かつて本島が長崎県議会議員時代には国旗制定運動や日教組打倒を主張していたにもかかわらず、市長になって「転向」したことから、話し合いを申し入れたが拒絶されていたという。
また当時のニュースでは撃たれた直後の本島の姿や現場に残った血痕が放送された｡

## 裁判と事件後の動き
市長を銃撃した若島は殺人未遂罪等で起訴された。弁護側は、「銃撃は1発のみで左肩を撃っているから、殺意はなかった」として刑罰が殺人未遂よりも軽い傷害罪の成立を主張したが、動機からみて殺意があったことにまちがいがないとして、1審の長崎地方裁判所も控訴審もこの主張を認めず、福岡高等裁判所が1991年9月7日に控訴を棄却し懲役12年が確定した。若島は2002年に刑期満了で出所し、その後2003年4月に長崎市長選に立候補したが落選している。
右翼団体の正氣塾は、団体のウェブサイトなどにおいて、自分たちがこの銃撃事件を実行したと主張しており、その後も1991年3月1日に意見広告掲載拒否をめぐるトラブルから長崎新聞社と長崎地裁に対する銃撃事件などのテロ事件を起こしている。また2006年8月に発生した加藤紘一宅放火事件を正当化する趣旨の声明を発表している。